# Kobalt(II)naftenaat
Kobalt(II)naftenaat is een mengsel van kobaltzouten van nafteenzuur. Vandaar dat de molecuulformule niet nauwkeurig bepaald is. De stof komt voor als een amorf bruin poeder of als een blauwachtig-rode vaste stof, die onoplosbaar is in water. Kobalt(II)naftenaat wordt gebruikt als een oplossing, meestal in minerale oliën of spiritus.

## Toepassingen
Kobalt(II)naftenaat is een wijdverbreide katalysator, omdat het oplosbaar is in niet-polaire substraten, zoals lijnzaadolie.

## Toxicologie en veiligheid
Bij verhitting van de stof worden giftige dampen gevormd. Kobalt(II)naftenaat reageert hevig met oxiderende stoffen.
De aerosol is irriterend voor de ogen en de luchtwegen. Herhaald of langdurig contact kan de huid gevoelig maken.